# ファスナーと乳房
『ファスナーと乳房』（ふぁすなあとちぶさ、英: Zipper & Tits）は、2001年に製作された日本の短編オムニバス映画。白川幸司監督。
第4回インディーズムービー・フェスティバル自主制作映画入選作品。
日本では、2001年7月20日に第10回東京国際レズビアン&ゲイ映画祭にて上映された。

## ストーリー
第1話「ファスナーを開けている男」
第2話「乳房をもませる女」　

## キャスト
- 高山賢太郎
- 小川愛未
- 坪田義史
- 江尻幸子